# 1984 aux États-Unis
Pour des articles plus généraux, voir Chronologie des États-Unis et 1984.
Chronologie des États-Unis
- 1980
- 1981
- 1982
- 1983
- 1984
- 1985
- 1986
- 1987
- 1988

Cette page concerne des événements d'actualité qui se sont produits durant l'année 1984 du calendrier grégorien aux États-Unis.

## Gouvernement
- Président : Ronald Reagan
- Vice-président : George H. W. Bush
- Secrétaire d'État : George P. Shultz
- Chambre des représentants - Président : Tip O'Neill   (Parti démocrate)

## Événements
- 1er janvier : la compagnie de téléphone AT&T doit se séparer de ses 23 filiales locales, désormais regroupées en sept compagnies régionales indépendantes (les Baby Bells) qui n’ont pas le droit de fabriquer des équipements téléphoniques ni de proposer des services longue distance. Dans ce domaine, la concurrence est ouverte, et AT&T perd son monopole naturel et affronte des adversaires, tel MCI, qui disposent de satellites et de réseaux de fibre optique.
- 3 janvier : le Président Ronald Reagan reçoit le lieutenant de la marine Robert Goodman (en) et le révérend Jesse Jackson à la Maison-Blanche après la libération du lieutenant Goodman de sa captivité en Syrie.
- 10 janvier : les États-Unis et le Vatican restaurent des relations diplomatiques complètes.
- 24 janvier : lancement par Apple Computer Inc. du premier Macintosh, qui remplace l'Apple II. C'est le premier ordinateur utilisant une souris et une interface graphique au lieu d'une interface en ligne de commande.

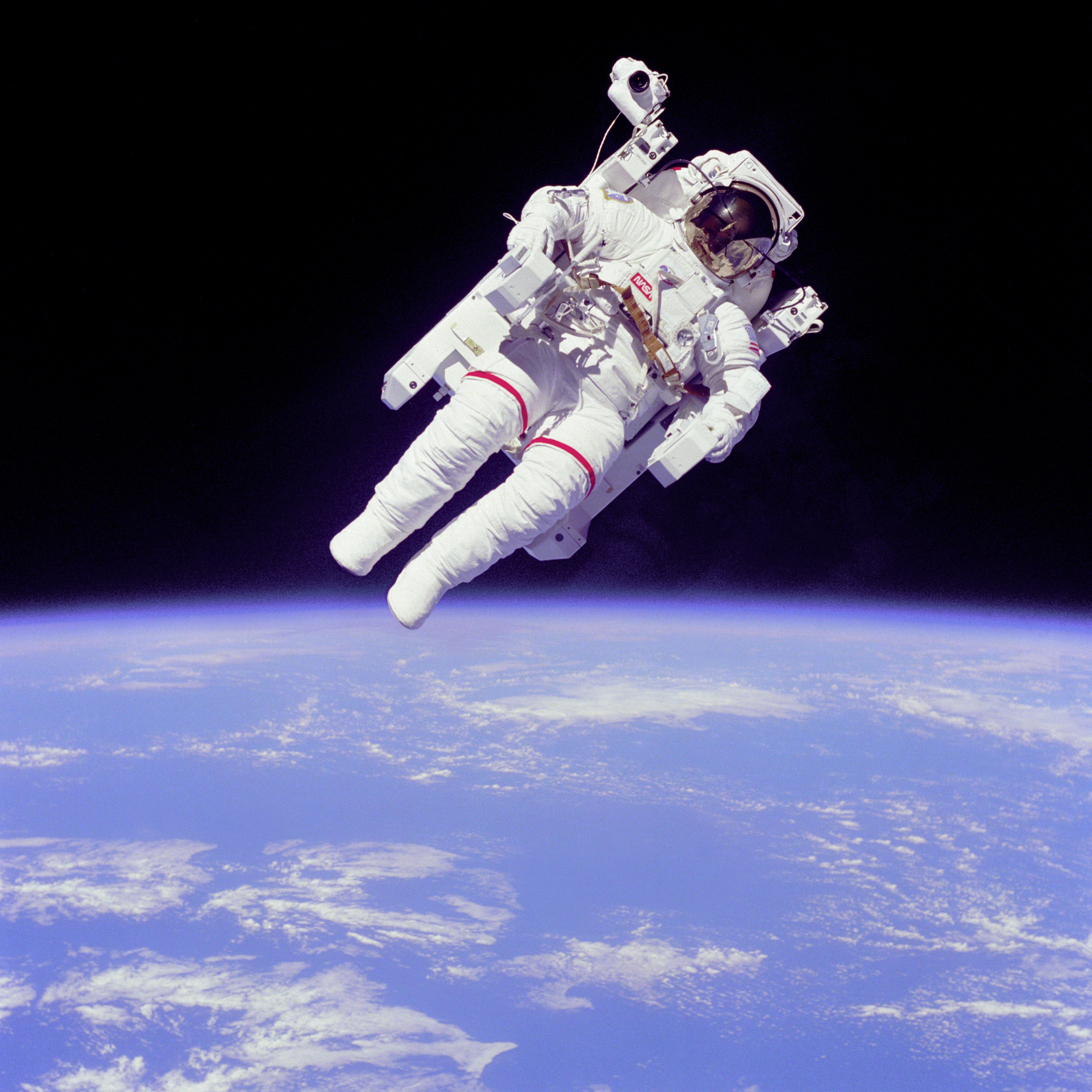
Sortie extravéhiculaire de Bruce McCandless II, le 7 février.

- 3 février : le docteur John Buster (en) et l’équipe de recherche du Harbor-UCLA Medical Center (en) de Los Angeles annoncent la réussite du premier transfert d'embryon de l'histoire d'une femme à une autre aboutissant à une naissance vivante.
- 7 février : au 5e jour de la mission de la navette Challenger, Bruce McCandless est le premier spationaute à réaliser une sortie extravéhiculaire libre, c'est-à-dire sans aucun lien physique le rattachant au vaisseau spatial.
- 12 mai - 11 novembre : exposition universelle de La Nouvelle-Orléans.
- 18 juillet : Deficit Reduction Act. Loi budgétaire visant à réduire le déficit de l'Etat fédéral. Hausse de la fiscalité indirecte et des taxes sur l'immobilier. Restriction de l'accès au crédit (avec une baisse de la fiscalité sur le crédit). Taxe exceptionnelle sur le capital pendant 6 mois. Ces mesures sont destinées à accroître les recettes de l'Etat, fortement réduites par les lois budgétaires du premier mandat de Ronald Reagan. La loi fixe comme objectif un retour à l'équilibre sur 7 années.
- 31 juillet : l'Union soviétique et 13 autres pays boycottent les JO de Los Angeles.
- 24 septembre : Drug Price Competition and Patent Term Restoration Act. Loi favorisant les médicaments génériques, jugés moins coûteux pour les dépenses fédérales.
- 12 octobre : Comprehensive Crime Control Act. Loi fédérale rétablissant la peine capitale pour certains crimes fédéraux.
- 6 novembre : réélection triomphale de Ronald Reagan (Républicain) comme président des États-Unis, porté par la relance, avec 58,8 % des voix contre Walter Mondale (Démocrate) 40,6 %. Les démocrates restent majoritaires à la Chambre des représentants (253 sièges sur 435) et les républicains gardent le contrôle du Sénat (53 sièges sur 100).
- 31 décembre : les États-Unis se retirent de l'UNESCO[1].

## Économie et société
- Le budget atteint 24 % du PNB (726,0 milliards de dollars) avec 200 milliards de déficit en 1984-1985.
- 7,5 % de chômeurs
- Légère amélioration du déficit public (169,6 milliards de dollars).
- 690 000 prisonniers aux États-Unis

## Culture

### Cinéma

#### Films américains sortis en 1984
- Vendredi 9 novembre : Les Griffes de la nuit
- Mercredi 21 novembre : Supergirl

#### Autres films sortis aux États-Unis en 1984
- x

#### Oscars
- Meilleur film :
- Meilleur réalisateur :
- Meilleur acteur :
- Meilleure actrice :
- Meilleur film documentaire :
- Meilleure musique de film :
- Meilleur film en langue étrangère :

## Naissances en 1984
- 24 mars : Chris Bosh, joueur de basket-ball.
- 4 avril : Sean May, joueur de basket-ball.
- 10 avril : Mandy Moore, chanteuse et actrice.
- 11 avril : Kelli Garner, actrice.
- 18 avril : America Ferrera, actrice.
- 24 avril : Tyson Ritter, chanteur et bassiste.
- 29 avril : Taylor Cole, actrice et modèle.
- 8 juin : Torrey DeVitto, actrice.
- 2 octobre : John Morris, acteur.
- 13 novembre : Sarah Rose Karr, actrice.
- 30 décembre : LeBron James, joueur de basket-ball.

## Décès en 1984
- 20 janvier : Johnny Weissmuller, champion olympique de natation et acteur américain, interprète de Tarzan (° 2 juin 1904).
- 1er avril : Marvin Gaye chanteur  de soul. (° 2 avril 1939)
- 26 avril : Count Basie, pianiste et chef d'orchestre de jazz. (° 21 août 1904)
- 25 août : Truman Capote, écrivain. (° 30 septembre 1924)
- 24 septembre : Neil Hamilton, acteur. (° 9 septembre 1899)